# Edmund Bojanowski
Edmund Wojciech Stanisław Bojanowski (Grabonóg, 14 novembre 1814 – Górka Duchowna, 7 agosto 1871) è stato un filantropo polacco, fondatore delle Ancelle dell'Immacolata Concezione, beatificato da papa Giovanni Paolo II il 13 giugno 1999.

## Biografia
Nato nella regione di Poznań, all'epoca appartenente al regno di Prussia, da una famiglia dell'aristocrazia terriera, si formò presso le università di Breslavia e Berlino.
Dopo la morte dei genitori, dedicò le sue forze e le sue sostanze alle opere di carità in favore della popolazione rurale, specialmente all'educazione dei figli dei contadini, e per svolgere tale apostolato il 13 maggio 1850 fondò le Ancelle dell'Immacolata Concezione.
Morì nel 1871, durante una visita presso il santuario di Górka Duchowna. Dopo la sua morte, la sua congregazione si divise in numerosi rami autonomi (di Stara Wieś, di Luboń, di Dębica, di Slesia).

## Il culto
Il 3 luglio 1998 è stata decretata l'eroicità delle sue virtù e gli è stato attribuito il titolo di venerabile. È stato proclamato beato da papa Giovanni Paolo II il 13 giugno 1999.
Il suo elogio si legge nel Martirologio Romano al 7 agosto.